# Steintorblock

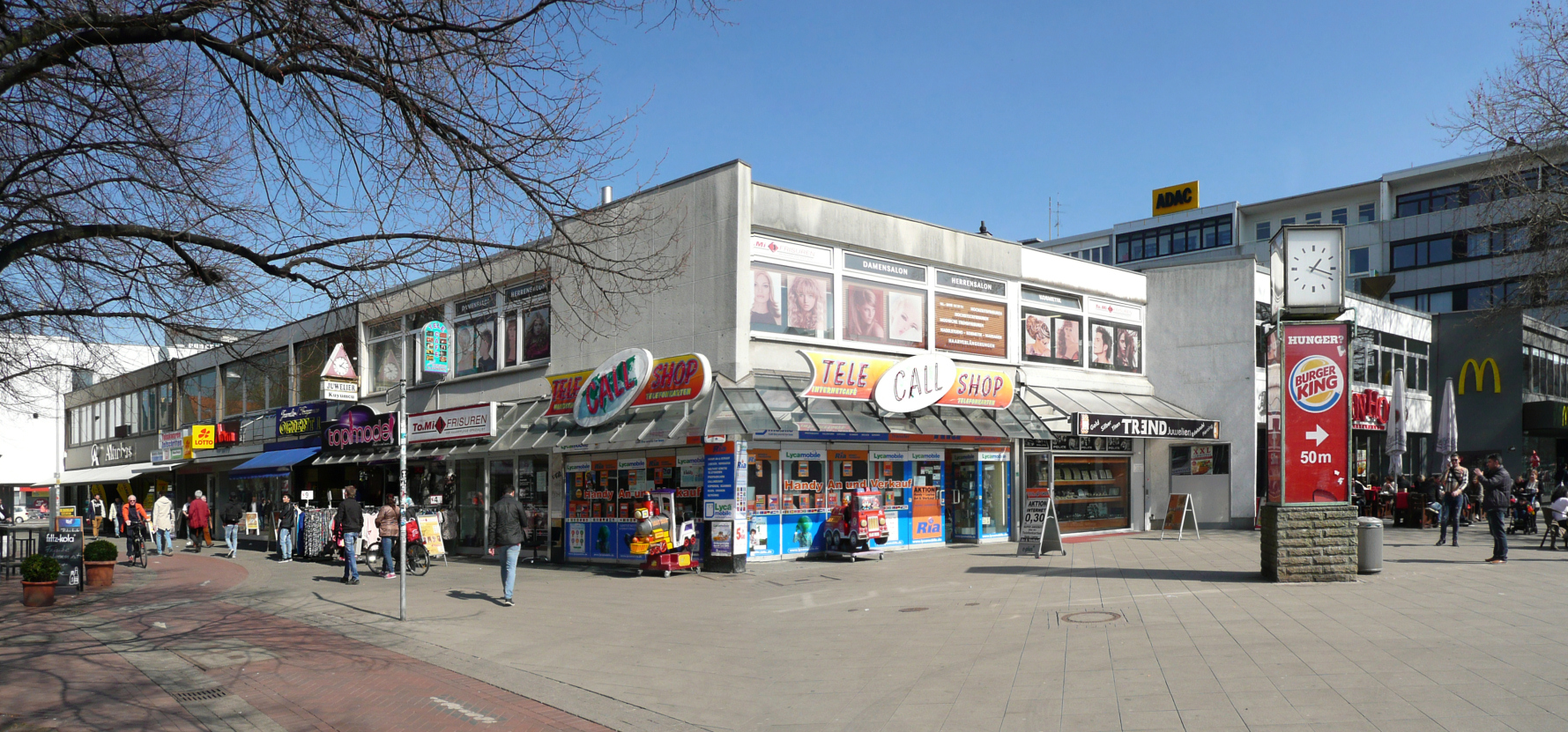
Die zweigeschossigen Geschäftshäuser des Steintorblocks

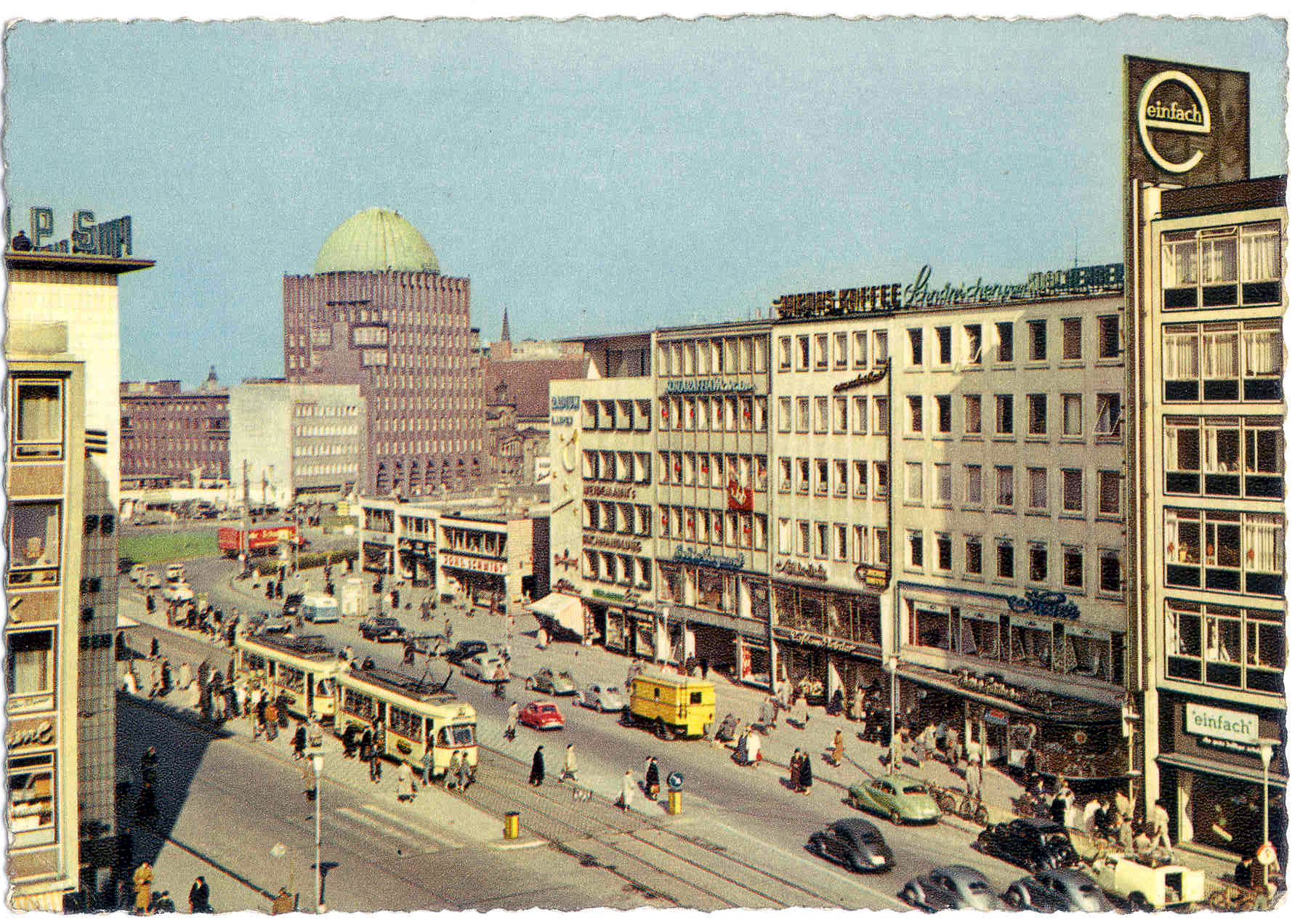
Die zweigeschossigen Geschäftshäuser des Steintorblocks zwischen der Nordmannpassage und dem Ende der Georgstraße des 1954 angelegten Platzes Am Steintor auf einer Ansichtskarte der 1960er Jahre

Der Steintorblock, (auch: Nordmannblock) in Hannover ist ein Häuserblock aus zweigeschossigen Geschäftshäusern an dem Platz Am Steintor an der Nordseite der Georgstraße unter der Adresse Georgstraße 1–9 im Stadtteil Mitte.

## Geschichte
Das Gebäudekomplex entstand nach der Anlage des Platzes Am Steintor im Jahr 1954 und wurde durch die Architekten Gerd Lichtenhahn und Hans Klüppelberg errichtet und 1955 fertiggestellt.
Im Rahmen des mehrphasigen städtebaulichen und landschaftsplanerischen Ideenwettbewerbs zur Neugestaltung der hannoverschen Innenstadt unter dem Titel Hannover City 2020 + war auch eine Bebauung des Platzes Am Steintor vorgesehen. Im Rahmen einer Anfrage im Stadtbezirksrat Mitte zur geplanten Bebauung des Platzes wurden unter anderem auch die Eigentumsverhältnisse des Nordmannblocks durch die Stadtverwaltung wie folgt dargelegt:

„Der Nordmannblock wird durch 13 einzelne Gebäudeparzellen gebildet. Zusätzlich ist auch der Innenhof in mehrere Einzelparzellen unterteilt. Insgesamt gibt es 12 verschiedene Eigentümer bzw. Eigentümergemeinschaften, 4 Erbengemeinschaften mit mehreren Mitgliedern und bei zwei Flurstücken gibt es Teileigentum mit mehreren Eigentümern.“

## Medienecho (Auswahl)
- Christian Bohnenkamp: Großes am Steintor geplant / Investor Centrum will angrenzenden Nordmannblock übernehmen. In: Neue Presse vom 9. Juni 2016, S. 13